# Beate Paetow
 Beate Pahlitzsch) Paetow(Leipzig, 8 de abril de 1961) é ex-voleibolista indoor e jogadora de vôlei de praia alemã,foi medalhista de ouro no Campeonato Europeu de 1995 na França.

## Carreira
O início na prática desportiva deu-se no vôlei de quadra,  atuou de 1973 até 1990 no SC Leipzig, de 1990 a 1992 atuou pelo Hamburger SV, posteriormente pelo VG Alstertal-Harksheide nos períodos de 1992 a 1994, e pelo 1. VC Vechta de 1994 a 1996.Paralelamente competiu desde 1992 no vôlei de praia, e esteve ao lado de Martina Schwarz  e sagraram-se bicampeãs nacionais em 1992 e 1993.
Com Cordula foram vice-campeãs nacionais em 1995 e conquistaram a medalha de ouro no Campeonato Europeu de Voleibol de Praia de 1995 em Saint-Quay-Portrieuxesteve no circuito mundial 1995 e alcançaram o décimo sétimo posto nos Abertos de  Bali e Santos, o décimo terceiro lugares  de Clearwater, Hermosa Beach e Pusan e Carolina (Porto Rico), os nonos lugares nos Abertos de  Osaka e Espinho, e conquistaram o sétimo lugar no Aberto de Brisbane. Em 1996 esteve ao lado de Sabine Nasarow terminaram na décima sétima posição na Série Mundial de Recife e em décimo terceiro na Série Mundial de Maceió.